# Seyneria porticcia
Seyneria porticcia är en insektsart som beskrevs av Goux 1990. Seyneria porticcia ingår i släktet Seyneria och familjen ullsköldlöss. Inga underarter finns listade i Catalogue of Life.